# Saxónia Central
Saxónia Central ou Média Saxónia (português europeu) ou Saxônia Central ou Média Saxônia (português brasileiro) (em alemão:  Mittelsachsen) é um distrito (Kreis) no estado livre da Saxônia, Alemanha.

## Cidades e municípios
| Cidades | Municípios | Municípios |
| --- | --- | --- |
| 1. Augustusburg 2. Brand-Erbisdorf 3. Burgstädt 4. Döbeln 5. Flöha 6. Frankenberg 7. Frauenstein 8. Freiberga 9. Geringswalde 10. Großschirma 11. Hainichen 12. Hartha 13. Leisnig 14. Lunzenau 15. Mittweida 16. Oederan 17. Penig 18. Rochlitz 19. Roßwein 20. Sayda 21. Waldheim | 1. Altmittweida 2. Bobritzsch-Hilbersdorf 3. Claußnitz 4. Dorfchemnitz 5. Eppendorf 6. Erlau 7. Großhartmannsdorf 8. Großweitzschen 9. Halsbrücke 10. Hartmannsdorf 11. Königsfeld 12. Königshain-Wiederau 13. Kriebstein 14. Leubsdorf 15. Lichtenau 16. Lichtenberg | 1. Mühlau 2. Mulda 3. Neuhausen 4. Niederwiesa 5. Oberschöna 6. Ostrau 7. Rechenberg-Bienenmühle 8. Reinsberg 9. Rossau 10. Seelitz 11. Striegistal 12. Taura 13. Wechselburg 14. Weißenborn 15. Zettlitz 16. Zschaitz-Ottewig |